# لوپیتا گونزالس
لوپیتا گونزالس (انگلیسی: Lupita González؛ زادهٔ ۹ ژانویهٔ ۱۹۸۹) ورزشکار دو و میدانی اهل مکزیک است.
وی در مسابقات کشوری و بین‌المللی در مجموع برندهٔ ۱ مدال نقره شده‌است.